# Бадун
Баду́н (кит. упр. 巴东, пиньинь Bādōng) — уезд Эньши-Туцзя-Мяоского автономного округа провинции Хубэй (КНР).

## История
В эпоху Вёсен и Осеней на этих землях находилось царство Куй (Гуй) (夔國), впоследствии поглощённое царством Чу. 
В эпоху Троецарствия эти земли оказались поначалу в составе царства Шу и вошли в состав округа Бадун (巴东郡), откуда и пошёл топоним. Уезд с названием Бадун впервые появился во времена империи Суй в 598 году. Во времена империи Тан в 619 году была образована область Гуйчжоу (归州), в состав которой вошли уезды Цзыгуй и Бадун, а со следующего года — ещё и уезд Синшань. В 742 году область была переименована в округ Бадун (巴东郡), но в 758 году округ Бадун опять стал областью Гуйчжоу.
После монгольского завоевания область в 1277 году была поднята в статусе и стала Гуйчжоуским регионом (归州路), но после образования империи Мин регион в 1380 году опять стал областью. В конце эпохи Мин южная часть уезда Бадун стала подчиняться вождям местных племён (тусы). Во времена империи Цин уезд Бадун был в 1735 году выведен из состава области и стал подчиняться властям Ичанской управы  (宜昌府). После Синьхайской революции в Китае была произведена реформа структуры административного деления, и в 1912 году области с управами были упразднены.
После образования КНР в 1949 году был образован Специальный район Эньши (恩施专区), и уезд вошёл в его состав. В 1970 году Специальный район Эньши был переименован в Округ Эньши (恩施地区).
Постановлением Госсовета КНР от 19 августа 1983 года был ликвидирован округ Эньши, а вместо него был создан Эси-Туцзя-Мяоский автономный округ (鄂西土家族苗族自治州).
В 1993 году Эси-Туцзя-Мяоский автономный округ был переименован в Эньши-Туцзя-Мяоский автономный округ.

## Административное деление
Уезд делится на 10 посёлков и 2 волости.